# Monte Catria
De Monte Catria is een berg in de centrale Apennijnen, in de provincie Pesaro e Urbino (Italië). De top ligt 1702 meter boven zeeniveau. Het is een massief van kalksteen dat circa 200 miljoen jaar oud is. De rivier de Cesano ontspringt vlak bij deze berg.
Historisch gezien markeerde de berg de grens tussen het exarchaat van Ravenna en het hertogdom Spoleto.